# Polystroma steeleae
Polystroma steeleae är en fjärilsart som beskrevs av Louis Beethoven Prout 1934. Polystroma steeleae ingår i släktet Polystroma och familjen mätare. Inga underarter finns listade i Catalogue of Life.